# James Eckhouse
James Cower Eckhouse (Chicago, 14 febbraio 1955) è un attore statunitense.

## Biografia
Principalmente conosciuto per il ruolo di Jim Walsh all'interno del serial televisivo Beverly Hills 90210 nel quale ha lavorato dal 1990 al 1995, James Eckhouse ha lavorato anche in importanti pellicole come Una poltrona per due, Cocktail, Attrazione fatale.
È sposato dal 1982 con Sheila Kiliher Walsh, dalla quale ha avuto due figli, Gabe e Zander.

## Filmografia parziale

### Attore

#### Cinema
- Una poltrona per due (Trading Places), regia di John Landis (1983)
- Attrazione fatale (Fatal Attraction), regia di Adrian Lyne (1987)
- Un poliziotto in blue jeans (Shakedown), regia di James Glickenhaus (1988)
- Big, regia di Penny Marshall (1988)
- L'ombra di mille soli (Fat Man and Little Boy), regia di Roland Joffé (1989)
- Fuga per un sogno (Leaving Normal), regia di Edward Zwick (1992)
- Junior, regia di Ivan Reitman (1994)
- La voce dell'amore (One True Thing), regia di Carl Franklin (1998)
- A Cinderella Story, regia di Mark Rosman (2004)
- Jimmy and Judy, regia di Randall Rubin e Jonathan Schroder (2006)
- Amore al primo... Gulp (Love at First Hiccup), regia di Barbara Rothenborg (2009)
- The Boy on the Train, regia di Roger Deutsch (2016)
- A Simple Wedding, regia di Sara Zandieh (2019)

#### Televisione
- Matlock – serie TV, episodio 17 (1989)
- Beverly Hills 90210 – serie TV, 146 episodi (1990-1998)
- Perché mia figlia? (Why My Daughter?) – film TV (1993)
- Tutta colpa di papà – film TV (1995)
- Soluzione mortale – film TV (1996)
- West Wing - Tutti gli uomini del Presidente (The West Wing) – serie TV, episodio 3x16 (2002)
- Giudice Amy (Judging Amy) – serie TV, un episodio (2003)
- Senza traccia (Without a Trace) – serie TV, 1 episodio (2004)
- Las Vegas – serie TV, 2 episodi (2004-2007)
- Criminal Minds – serie TV, episodio 3x19 (2008)
- CSI - Scena del crimine (CSI: Crime Scene Investigation) – serie TV, 2 episodi (2001-2009)
- Una madre non proprio... perfetta (The Good Mother), regia di Richard Gabai – film TV (2013)
- Castle – serie TV, episodio 7x22 (2015)
- Un marito per Natale (Married by Christmas), regia di Letia Clouston – film TV (2016)

### Doppiatore
- Giuseppe - Il re dei sogni (Joseph: King of dreams), regia di Rob LaDuca e Robert Ramirez - voce Potiphar (2000)

## Doppiatori italiani
Nelle versioni in italiano delle opere in cui ha recitato, James Eckhouse è stato doppiato da:
- Oliviero Dinelli in CSI: Miami, Castle, Station 19, 9-1-1
- Luca Biagini in La voce dall'amore, Nip/Tuck, Criminal Minds
- Raffaele Palmieri in Una madre non proprio... perfetta, Major Crimes
- Nino Prester in 84 Charing Cross Road
- Massimo Corvo in Beverly Hills 90210
- Lucio Saccone in Junior
- Michele D'Anca in CSI - Scena del crimine (ep. 1x17)
- Ambrogio Colombo in CSI - Scena del crimine (ep. 10x10)
- Saverio Moriones in Close to Home - Giustizia ad ogni costo
- Giuliano Santi in Una donna alla Casa Bianca
- Vladimiro Conti in Jimmy and Judy
- Mario Cordova in The Good Wife
- Francesco Caruso Cardelli in Code Black
- Enrico Di Troia in NCIS - Unità anticrimine
- Alberto Angrisano in NCIS: New Orleans
- Stefano Oppedisano in The Affair - Una relazione pericolosa
- Roberto Accornero in The Rookie